# Marco Trungelliti
Marco Trungelliti (født 31. januar 1990 i Santiago del Estero, Argentina) er en professionel tennisspiller fra Argentina.